# Güzin Kar

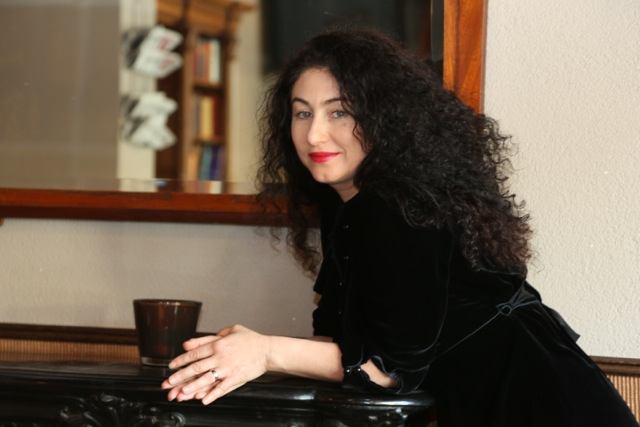
Güzin Kar (2016)

Güzin Kar (* 28. Februar 1971 in İskenderun, Türkei) ist eine Schweizer Filmregisseurin, Drehbuchautorin und Kolumnistin.

## Leben
Güzin Kar, in der Türkei geboren, übersiedelte im Alter von fünf Jahren mit ihren Eltern in die Schweiz. Dort wohnte die Familie im Aargauer Grenzstädtchen Laufenburg. Nach dem Studium der Germanistik und Filmwissenschaft in Zürich besuchte Güzin Kar von 1994 bis 1999 die Filmakademie Baden-Württemberg.
Seither ist sie in der Schweiz und in Deutschland als Drehbuchautorin und Regisseurin tätig. Ihre filmischen Werke gewannen nationale und internationale Auszeichnungen in den Kategorien Regie und Drehbuch, etwa den European Script Award für die Fernsehserie „Seitentriebe“, die unter dem Namen „Monogamish“ in Lateinamerika, den USA und Kanada lief. 2006 erschien ihr erstes Buch „Ich dich auch“, das die Schweizer Bestsellerliste anführte. 2008 erschien ihr zweites Buch „Leben in Hormonie“.
2020 führte Kar Regie und schrieb das Drehbuch zum Kurzfilm Deine Strasse, an dem Sibylle Berg als Erzählerin mitwirkte. Das Werk ist Saime Genç (1988–1993) gewidmet, dem jüngsten Opfer des Brandanschlags in der westdeutschen Stadt Solingen. Deine Strasse wurde u. a. in den Kurzfilmwettbewerb der Berlinale 2021 eingeladen und brachte Kar im selben Jahr den Schweizer Filmpreis ein.
Neben ihren filmischen Arbeiten schreibt Güzin Kar Kolumnen und Gastbeiträge für Zeitungen und Zeitschriften, unter anderem „Die Triebtäterin“ in der Neuen Zürcher Zeitung.
Güzin Kar ist verheiratet und lebt in Zürich.

## Werke

### Bücher
- Ich dich auch. Ein Episodenroman für Paarungsgestörte. Kein & Aber, Zürich 2006, ISBN 3-0369-5170-9; Diana, München 2008, ISBN 978-3-453-35267-4.
- Leben in Hormonie. Paarungskatastrophen für Fortgeschrittene. Kein & Aber, Zürich 2008, ISBN 978-3-0369-5526-1; Diana, München 2010, ISBN 978-3-453-35441-8.
- Hüsnü, hilf! Kein & Aber, Zürich 2014, ISBN 978-3-0369-5691-6.
- Hemingways sexy Beine (Mit Simone Meier und Nadia Brügger), Kein & Aber, Zürich 2019, ISBN 978-3-0369-6017-3.

### Filmografie
(wenn nicht anders angegeben: Drehbuch)
- 2001: Lieber Brad
- 2002: Mehr als nur Sex
- 2003: Paul und Lila (Kurzfilm), Drehbuch und Regie
- 2006: Die Wilden Hühner
- 2006: Alles bleibt anders, Drehbuch und Regie
- 2007: Ein verlockendes Angebot
- 2011: Fliegende Fische müssen ins Meer, Drehbuch und Regie
- 2013: Achtung, fertig, WK!
- 2017 und 2019: Seitentriebe (Fernsehserie), Drehbuch und Regie
- 2021: Deine Strasse (Kurzfilm), Drehbuch und Regie

### Auszeichnungen
- 2002: Drehbuchpreis der Schweiz. Autorengesellschaft SSA für Fliegende Fische müssen ins Meer
- 2004: Drehbuchpreis der Schweiz. Autorengesellschaft SSA für Alles bleibt anders
- 2011: Preis des Saarländischen Ministerpräsidenten beim Filmfestival Max Ophüls Preis für Fliegende Fische müssen ins Meer
- 2012: Regiepreis am Silver Horse Festival Gent für Fliegende Fische müssen ins Meer
- 2018: European Script Award für Seitentriebe
- 2021: Schweizer Filmpreis für Deine Strasse (Bester Kurzfilm)